# Rafa Kalimann
Rafaella Freitas Ferreira de Castro Matthaus  (Campina Verde, 2 de abril de 1993), más conocida por su nombre artístico Rafa Kalimann, es una influencer digital, presentadora, actriz, youtuber, empresaria y misionera brasileña.

## Biografía
Nacida en Itapagipe, es hija de Sebastião Pinto Ferreira Neto y Genilda Fernandes, y tiene un hermano llamado Renato. La elección de su nombre artístico "Kalimann" ocurrió después de que ella soñó con este nombre y su mánager pensó que era genial, por lo que lo adoptó como su nombre artístico. En 2018, ganó el título de ciudadana de Goiás por la Asamblea Legislativa de Goiás (ALEGO).

## Carrera profesional

### 2013-2019: carrera de modelo e influenciador digital
Comenzó a modelar a los seis años, participando en pequeños desfiles de moda y concursos de belleza en el interior de Minas Gerais , los cuales ganó. A los trece años ganó un concurso mayor, que tuvo como evaluadores a representantes de agencias de modelos . Dejó la casa de sus padres a los catorce años, cuando se mudó a São Paulo para intentar una carrera como modelo e iniciar un curso de teatro . A pesar de su voluntad y de haber obtenido contratos, la joven atravesó dificultades durante este período y regresó a la casa de sus padres en Uberlândia , a los veinte años.
Estudió psicología durante un año , pero abandonó para dedicarse a su carrera como influencer en Instagram . Al llegar a la marca de los diez mil seguidores, comenzó a recibir varias ofertas de trabajo y comenzó a dedicarse a su red social de una manera más profesional, su crecimiento fue paulatino dentro de la aplicación, desde el 2013 hasta principios del 2020 Acumuló 2,9 millones de seguidores.

### 2020-presente: BBB, Casa Kalimann y carrera como actor

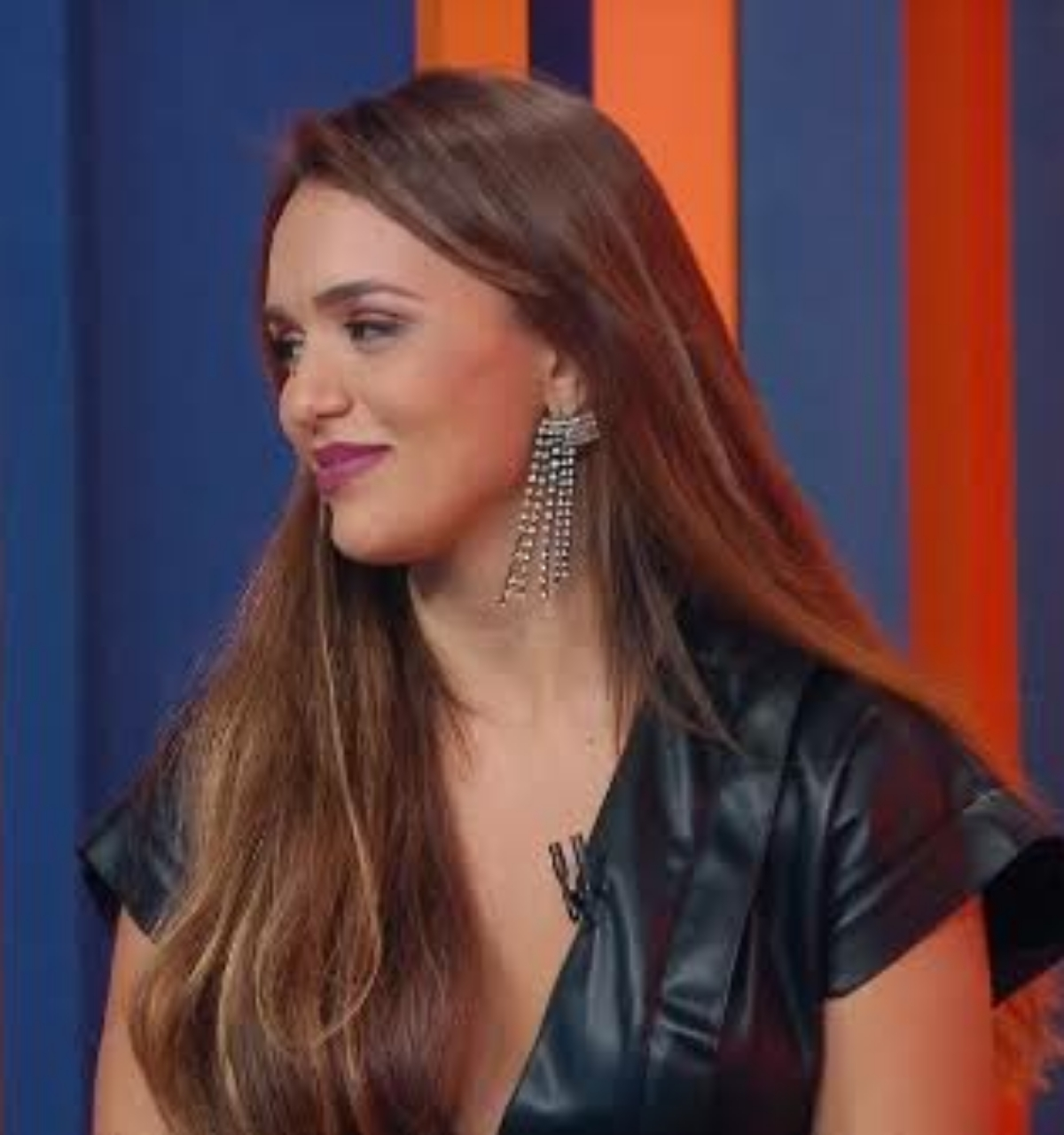
Rafa Kalimann durante el programa A Eliminação, el 28 de abril de 2020.

En 2020 participó en la vigésima temporada del reality show Gran Hermano Brasil como una de las invitadas del grupo Camarote, siendo subcampeona del programa con el 34,81% de los votos en una final contra Manu Gavassi (21,09%) y Thelma Assis (44,10%). En mayo anunció su carrera en YouTube , administrado en sociedad con Play9 , empresa propiedad del youtuber Felipe Neto. En el mismo mes, Rafa firmó un contrato con TV Globo, quien trazó un plan para desarrollar la formación artística con profesionales, entre ellos entrenadores, logopedas y directores de teatro, para que pueda estudiar y mejorar su carrera actoral en los próximos meses. La idea de la locutora es que Rafa debute en Globoplay como ella misma y luego interprete personajes en obras de ficción. En junio, Rafa se convirtió en el presentador del programa sertanejo Arena Brahma , junto a la cantante Belutti , del dúo Marcos & Belutti , creado por Brahma .y retransmitido en exclusiva por la plataforma IGTV , en los perfiles oficiales de la marca y de los artistas en Instagram. En septiembre, presentó Menos30 Fest, el programa de innovación de TV Globo.
En marzo de 2021, Globo anunció el primer proyecto de Rafa como contratista de la casa, el programa de entrevistas Casa Kalimann , desarrollado exclusivamente para Globoplay. El programa se estrenó el 28 de abril del mismo año, con emisión semanal. El 26 de junio se confirmó la cancelación de su programa, ese mismo día, la influencer hizo una publicación en sus redes sociales sobre su trayectoria y que renovó su contrato con la emisora por otros tres años. En agosto, Rafa volvió a formar parte del "Mesão da Esperança" de Criança Esperança. En septiembre, el Gshowanunció que Rafa Kalimann debutaría como actriz en una serie original de Globoplay Rensga Hits! , cuyo estreno está previsto para 2022, ya se estaba preparando desde su salida de BBB 20. El 10 de enero de 2022, Rafa Kalimann acabó incorporándose a la directiva de BBB Bate-Papo , formando parte del equipo como presentadora.

## Vida personal
En febrero de 2020, mientras estaba confinada en Gran Hermano Brasil , Rafa reveló que tuvo un aborto espontáneo cuando tenía solo 19 años.
En 2014, comenzó a salir con el cantante de country Rodolfo Matthaus, integrante del dúo Israel & Rodolfo , con quien se casó en septiembre de 2016.  El matrimonio terminó en junio de 2018, debido a traiciones por parte de Rodolfo. Después del final de su matrimonio, Kalimann mantuvo el apellido del cantante. El divorcio se hizo oficial en agosto de 2020.
En noviembre del 2018 comenzó a salir con el empresario Flávio Moretto, terminando la relación en mayo del 2019. En junio del 2020 inició una relación con el cantautor Daniel Caon, con quien ya había tenido una relación en el 2014. En noviembre de 2020, la cantante le pidió oficialmente a la influencer una cita. En julio de 2021 se confirmó el fin de la relación, luego de casi ocho meses juntos.

## Filantropía

### Activismo
Desde 2013, Rafa es embajadora de la organización no gubernamental Missão África, y también es madrina del Hospital del Cáncer de Goiás y del JK Residencial. Ella también ayuda a varias comunidades necesitadas en Brasil, haciendo donaciones, bazares de caridad y varias otras actividades. En África , Rafa promueve misiones en Mozambique , a través de las cuales ofrece atención médica a cientos de niños en situaciones precarias.

### Donar dinero para luchar contra el COVID-19
Tras su salida de Gran Hermano Brasil , Rafa reveló que el premio de 150 mil reales que recibió por su segundo lugar en el programa sería donado a la lucha contra el COVID-19. El dinero fue donado a la ONG Ao Vivo Pela Vida, recaudando 150.000 platos de comida para ser distribuidos a los más necesitados.

## Filmografía

### Televisión
| Año           | Título             | Papel                         | Notas                                           |
| ------------- | ------------------ | ----------------------------- | ----------------------------------------------- |
| 2019          | Dulce Ambición     | Ella misma                    | Episodio: "23 de octubre"                       |
| 2019          | SóTocaTop          | Presentadora                  | Episodios: "7 de diciembre" y "14 de diciembre" |
| 2020          | Big Brother Brasil | Ella misma / competidora      | Temporada 20: "2ª finalista"                    |
| 2020–presente | Criança Esperança  | Presentadora                  | [ 45 ] [ 46 ]                                   |
| 2021          | Casa Kalimann      | Presentadora                  | [ 47 ]                                          |
| 2022          | Bate-papo BBB      | Presentadora                  | [ 48 ]                                          |
| 2022–presente | Rensga Hits!       | Paloma Lopez "A Sertanejeira" | [ 49 ]                                          |
| 2023          | Dança dos Famosos  | Ella misma / competidora      | Temporada 20:"3ªfinalista "                     |
| 2023–presente | Circuito Sertanejo | Presentadora                  |                                                 |
| 2024          | Família É Tudo     | Jéssica de Osma               | [ 52 ]                                          |

### Cine
| Año  | Título            | Papel | Notas  |
| ---- | ----------------- | ----- | ------ |
| 2024 | Uma Babá Gloriosa | Anna  | [ 53 ] |

### Vídeoclip
| Año  | Título                              | Artista               | Ref.   | Red     |
| ---- | ----------------------------------- | --------------------- | ------ | ------- |
| 2014 | "O Grande Dia"                      | Israel & Rodolffo     |        | Youtube |
| 2017 | "O Carro da Pamonha"                | Israel & Rodolffo     |        | Youtube |
| 2018 | "Agradecer"                         | JetLag Music          | [ 54 ] | Youtube |
| 2019 | "Vontade de Não Prestar"            | João Neto & Frederico |        | Youtube |
| 2019 | "Céu da Sua Boca"                   | PH e Michel           |        | Youtube |
| 2020 | "Jessica"                           | Léo Chaves            | [ 55 ] | Youtube |
| 2020 | "A Começar em Mim (Haja Mais Amor)" | Vocal Livre           | [ 56 ] | Youtube |
| 2021 | "Deus Caprichou"                    | Daniel Caon           |        | Youtube |

### Internet
| Año             | Título                                             | Notas        | Ref.   | Red                 |
| --------------- | -------------------------------------------------- | ------------ | ------ | ------------------- |
| 2020 - presente | Canal Rafa Kalimann                                | Presentadora | [ 57 ] | YouTube             |
| 2020            | Live Israel & Rodolffo                             | Presentadora | [ 58 ] | YouTube             |
| 2020            | Live Naiara Azevedo                                | Presentadora | [ 59 ] | YouTube             |
| 2020            | Live Bruno & Marrone                               | Presentadora | [ 60 ] | YouTube             |
| 2020            | Menos30 Fest                                       | Presentadora | [ 61 ] | YouTube             |
| 2020 - 2022     | Arena Brahma                                       | Presentadora | [ 62 ] | Instagram / Youtube |
| 2022            | 29° Congresso Brasileiro de Radiofusão da TV Globo | Presentadora | [ 63 ] | Youtube             |
| 2024            | À la Kalimann                                      | Presentadora |        | Youtube             |

## Premios y nominaciones
| Año  | Premio                   | Categoría                           | Indicación            | Resultado |
| ---- | ------------------------ | ----------------------------------- | --------------------- | --------- |
| 2020 | Premios Serie en escena  | Mejor concursante de reality show   | Big Brother Brasil 20 | Nominado  |
| 2020 | Premio Joven Brasileiro  | Mejor TikToker                      | Ela mesma             | Nominado  |
| 2020 | Premio Joven Brasileiro  | Mejor Baile de TikTok               | Ela mesma             | Nominado  |
| 2020 | Premio Joven Brasileiro  | Mejor Instagram                     | Ela mesma             | Ganador   |
| 2020 | Premio Joven Brasileiro  | Mejor Shipper (com Gizelly Bicalho) | Girafa                | Nominado  |
| 2020 | Premios MTV Millennia    | Meme de cuarentena                  | Big Brother Brasil 20 | Ganador   |
| 2020 | Premios People's Choice  | Influencer brasileño del año        | Ela mesma             | Nominado  |
| 2020 | Premio Contigo! de TV    | Influencer del año                  | Ela mesma             | Nominado  |
| 2020 | Premio F5                | Mujer Más Sexy                      | Ela mesma             | Ganador   |
| 2020 | Premio Área VIP          | Mejor Influencer Digital            | Ela mesma             | Nominado  |
| 2020 | Premios Capricho         | Inspiración de Estilo               | Ela mesma             | Nominado  |
| 2020 | Premios Capricho         | Mejores Amigas                      | Rafa + Manu Gavassi   | Nominado  |
| 2020 | Premio TodaTeen          | Amistad del año                     | Rafa + Manu Gavassi   | Nominado  |
| 2020 | Premio TodaTeen          | Meme del año                        | Big Brother Brasil 20 | Nominado  |
| 2021 | Premios Series en escena | Influencer del año                  | Ela mesma             | Ganador   |